# شریل اسووپس
شریل اسووپس (به انگلیسی: Sheryl Swoopes) ورزشکار زن رشتهٔ بسکتبال اهل کشور ایالات متحده آمریکا است. وی در بین سال‌های ‎۱۹۹۶ تا ۲۰۰۴ میلادی در مسابقات بازی‌های المپیک تابستانی در مجموع ۳ مدال طلا را کسب کرد. وی علناً همجنس‌گراست.